# Paiva (stad)
Paiva is een gemeente in de Braziliaanse deelstaat Minas Gerais. De gemeente telt 1.687 inwoners (schatting 2009).

## Aangrenzende gemeenten
De gemeente grenst aan Aracitaba, Mercês en Oliveira Fortes.